# Juan de Villalobos
Juan de Villalobos (Zamora, 1545 – Santiago de Compostela, 1593) fue un jesuita, filólogo y humanista español.

## Biografía
Villalobos cursó estudios en el colegio trilingüe de Salamanca. En enero de 1575, a raíz del encarcelamiento de Juan Escribano, que además de ser regente del Trilingüe, daba lecciones de griego en las Escuelas, se encargó a Villalobos que asumiera sus clases. Por aquel entonces compuso su gramática de griego (a petición de sus alumnos, según sabemos), que dedicó al Rector de Salamanca. La gramática se utilizó para enseñar los niveles elementales de griego en la Universidad por lo menos hasta 1588, según testimonia el Brocense. Sin embargo cuando en 1576 regresó Escribano a Salamanca, Villalobos perdió su puesto. Ese mismo año de 1576 Villalobos entró en la Compañía de Jesús, lo que le permitió dar clases de griego en los colegios de la Compañía durante varios años, al tiempo que poco a poco se iba labrando fama de predicador. En los años siguientes dio clases en los colegios jesuitas. Sabemos que murió en Santiago en 1593. Fue uno de los primeros helenistas españoles de la Compañía de Jesús. Su gramática es un pequeño volumen en octavo de pretensiones modestas, aunque con algunas reflexiones interesantes en el campo de la fonética. Es una de las primeras gramáticas de los jesuitas, con el precedente de sólo de pequeños folletos de unas pocas páginas como las Assertiones trium linguarum Latinae, Graecae et Hebraicae, quas defendent studiosi juvenes societatis Jesu, impresa en el colegio de los jesuitas en Viena en 1560.

## Obras
- de Villalobos, Juan (1576). Grammaticae Graecae introductio (en latín). Salamanca: apud haeredes Ioannis a Canoua.